# Seria 100 (Wiener Lokalbahnen)
Seria 100 – seria wagonów kolei lekkiej Wiener Lokalbahn, produkowana w latach 1979–1993 przez austrackie zakłady Simmering-Graz-Pauker na licencji niemieckiego Duewagu.

## Historia
Linia kolei lekkiej Wiener Lokalbahn, która od lat 50. XX w. odnotowywała spadek liczby pasażerów z powodu rozwoju motoryzacji, zaczęła cieszyć się większą popularnością w latach 70. XX w. dzięki rozwojowi terenów położonych wzdłuż linii, budowie nowych stacji i stworzeniu bezpośredniego połączenia z wiedeńską siecią tramwajową. Liczba pasażerów zaczęła rosnąć w latach 70. XX w. W związku z tym do eksploatacji wprowadzono nowe wagony serii 100.

## Konstrukcja
Wagony serii 100 to trójczłonowe, silnikowe, dwukierunkowe i dwustronne wagony przegubowe, wywodzące się z typu Mannheim. Po lewej i prawej stronie nadwozia zamontowano po troje drzwi składanych: w pierwszym i trzecim członie pojedyncze, w środkowym podwójne. Wagon opiera się o cztery dwuosiowe wózki, pierwszy i ostatni są napędowe a dwa pozostałe pod przegubami są toczne. Napęd stanowią dwa szeregowe silniki prądu stałego. Każdy silnik napędza jedną parę osi. Zastosowano koła o średnicy 710 mm. Obręcze kół mają szerokość 110 mm, aby umożliwić kursowanie wagonów zarówno po torach tramwajowych, jak i kolejowych. Oprócz hamulców oporowych i elektromagnetycznych działających na osie w wózkach napędowych, każdy zestaw kołowy wyposażono w hamulce tarczowe. Wagony przystosowano do kursowania w trakcji wielokrotnej poprzez montaż sprzęgów Scharfenberga. Wewnątrz znajdują się tapicerowane siedzenia ułożone naprzemiennie i rozdzielone stolikami.

## Dostawy
| Państwo        | Miasto         | Typ            | Lata dostaw    | Liczba | Numery taborowe |       |
| -------------- | -------------- | -------------- | -------------- | ------ | --------------- | ----- |
| Austria        | Wiedeń         | 100            | 1979–1993      | 26     | 101–126         | [ 4 ] |
| Łączna liczba: | Łączna liczba: | Łączna liczba: | Łączna liczba: | 26     |                 |       |

## Eksploatacja
Po tym, jak pierwszy wagon wszedł do ruchu liniowego w 1979 r., rozpoczął się długotrwały proces zakupu kolejnych wagonów, który trwał do 1993 r. W tymże roku wagony starsze od serii 100 zostały wycofane z eksploatacji w tym samym roku. Od tamtego czasu seria 100 przez wiele lat stanowiła główny typ taboru na linii Wiener Lokalbahn, ale ze względu na to, że są to wagony wysokopodłogowe, od 31 grudnia 2015 r. rozpoczęto ich eksploatację w składach z wagonami nowszej serii 400. Według stanu z 3 marca 2025 r. w ruchu znajdowało się dziewięć egzemplarzy.

## Galeria

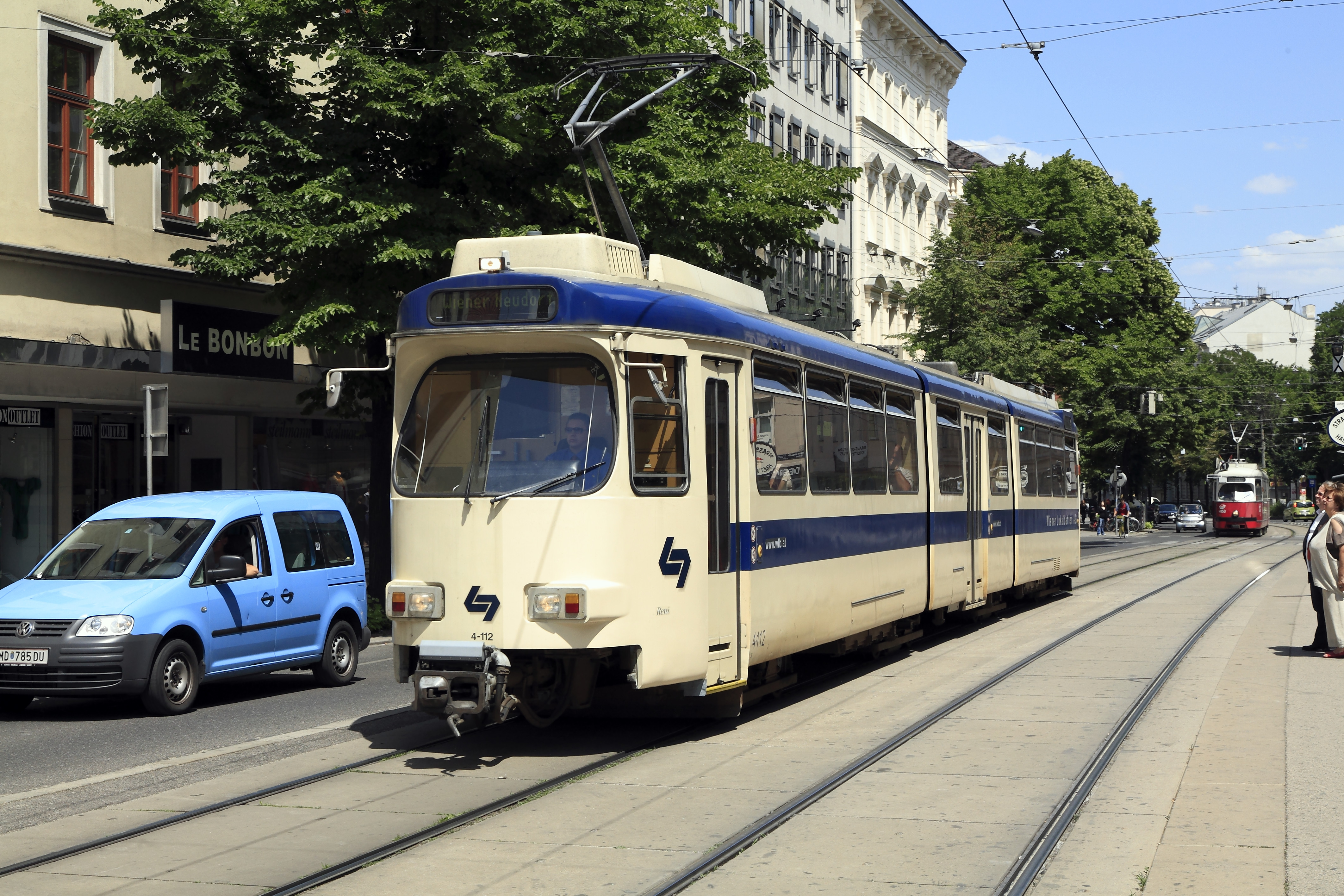
Wagon nr 4-112
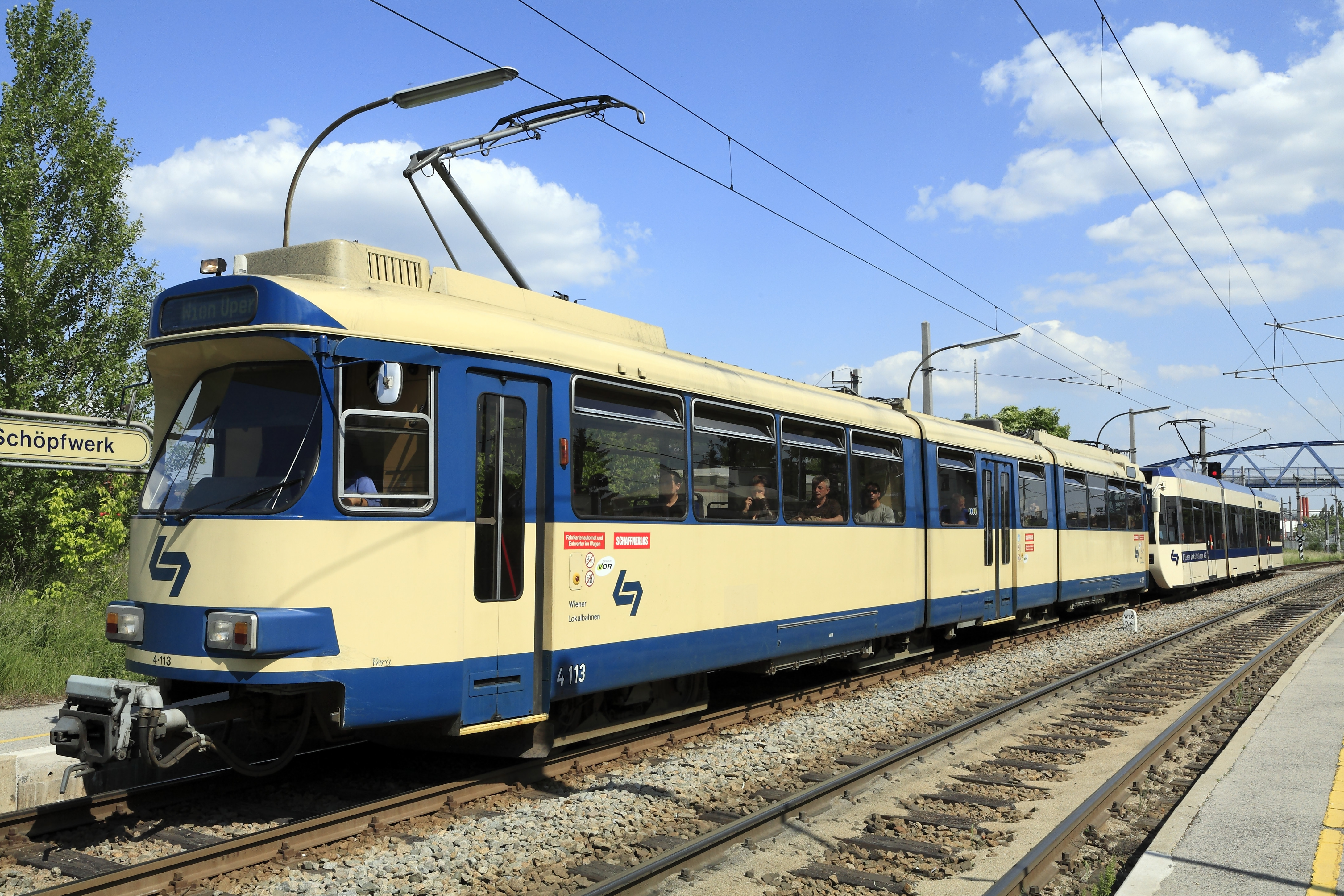
Wagon nr 4-113 w składzie z wagonem serii 400
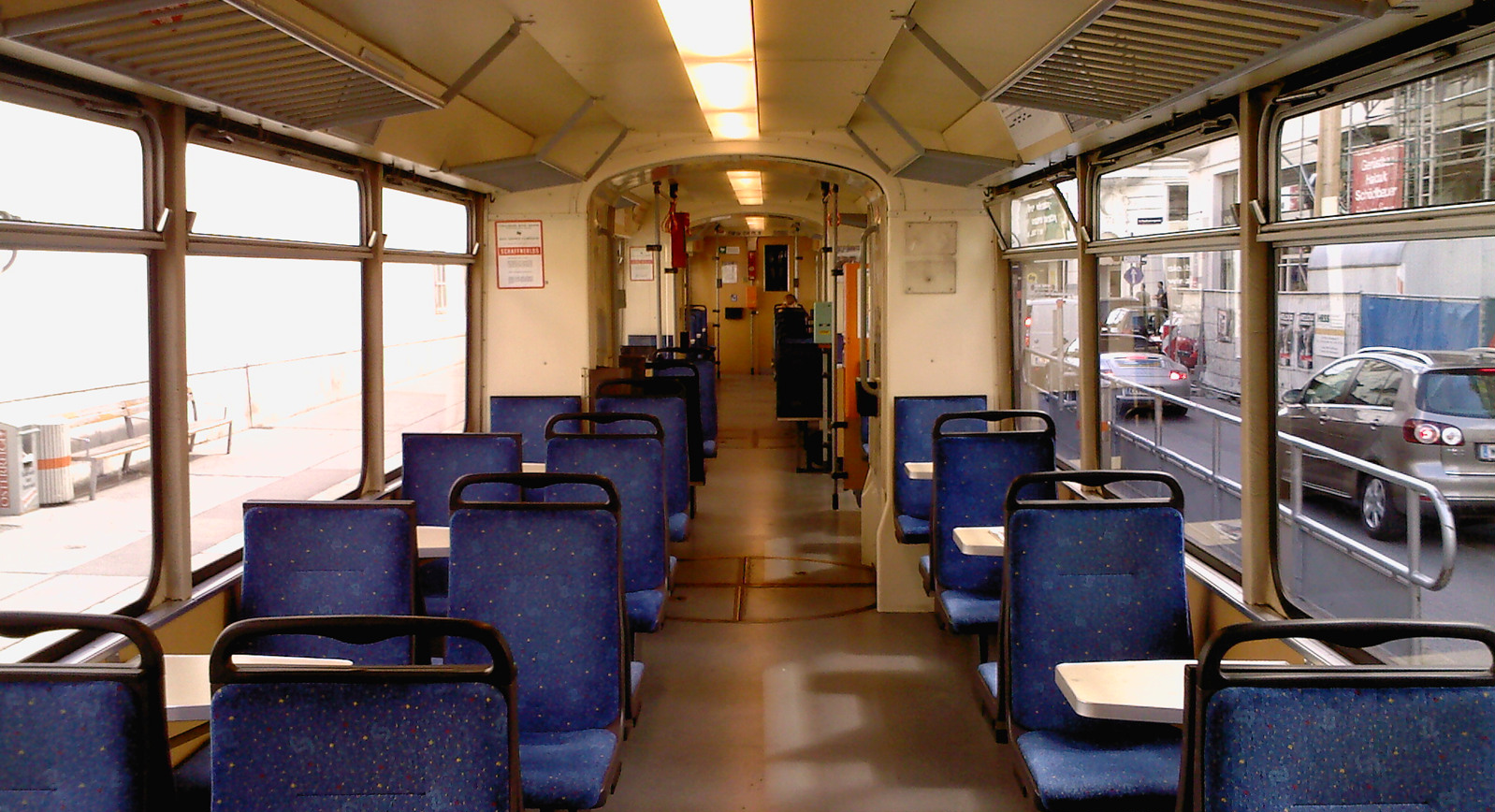
Wnętrze
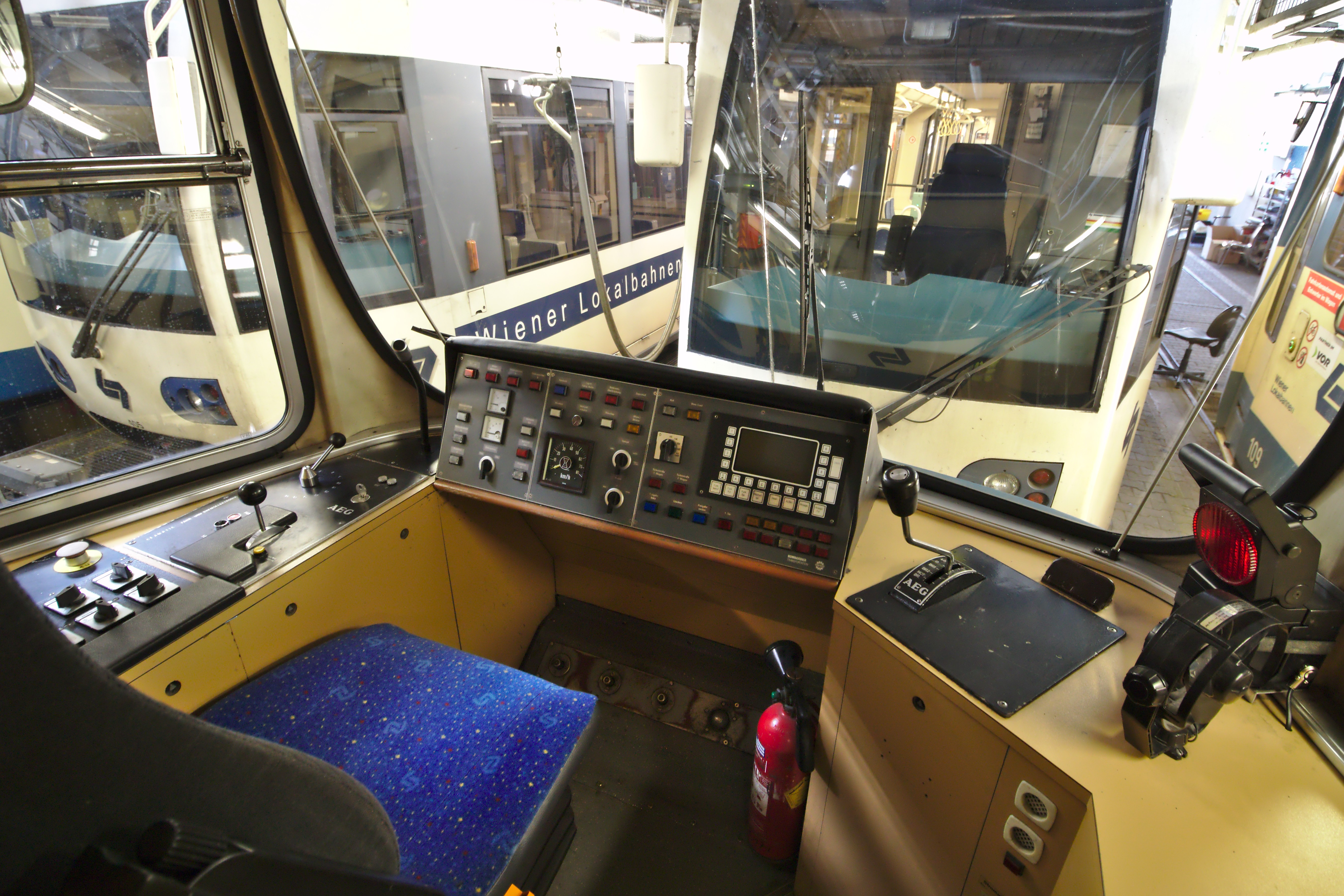
Pulpit motorniczego w jednej z kabin